# Lijiang (Yunnan)
Lijiang (Forenklet kinesisk: 丽江市; traditionel kinesisk: 麗江市; pinyin: Lìjiāng; Wade-Giles: Lì-chiāng) er et bypræfektur i provinsen Yunnan i Folkerepublikken Kina. Byen er godt bevaret og er et vigtigt turistmål, og er et UNESCO verdensarvsområde  ligesom bjergområdet Tigerspringkløften, som er en del af verdensarvsområdet De tre parallelle floder  og ligger i området, 60 km nord for byen. Det er Naxi-folket som er den oprindelige befolkning i byen, kendt for sin matriarkalske kultur og levevis.
Præfekturet, der ligger i omkring 2.400 meters højde har et areal på 21.219 km2 , og en befolkning på omkring 1.244.769 mennesker (2010).

## Administrative enheder
Bypræfekturet Lijiang har jurisdiktion over et distrikt (区 qū), 2 amter (县 xiàn) og 2 autonome amter (自治县 zìzhìxiàn).
| Kart              | Kart                     | Kart             | Kart                    | Kart                   | Kart        | Kart      |
| ----------------- | ------------------------ | ---------------- | ----------------------- | ---------------------- | ----------- | --------- |
| Kort over Lijiang |                          |                  |                         |                        |             |           |
| #                 | Navn                     | Hanzi            | Pinyin                  | Befolkning (2003 est.) | Areal (km²) | Indb./km² |
| Distrikter        |                          |                  |                         |                        |             |           |
| 1                 | Gucheng                  | 古城区           | Gǔchéng Qū              | 140.000                | 1.127       | 124       |
| Amter             |                          |                  |                         |                        |             |           |
| 2                 | Yongsheng                | 永胜县           | Yǒngshèng Xiàn          | 380.000                | 5.099       | 75        |
| 3                 | Huaping                  | 华坪县           | Huápíng Xiàn            | 150.000                | 2.266       | 66        |
| Autonome amter    |                          |                  |                         |                        |             |           |
| 4                 | Yulong (For naxiene)     | 玉龙纳西族自治县 | Yùlóng Nàxīzú Zìzhìxiàn | 210.000                | 6.521       | 32        |
| 5                 | Ninglang (For yi-folket) | 宁蒗彝族自治县   | Nínglàng Yízú Zìzhìxiàn | 240.000                | 6.206       | 39        |

## Etnisk befolkningssammensætning (2000)
Ved folketællingen i 2000 havde Lijiang 1.126.646 indbyggere (folketæthedt: 53,1 indb./km²).
| Folkegruppe | Indbyggere | Andel  |
| ----------- | ---------- | ------ |
| Hankinesere | 481.142    | 42,7%  |
| Naxi        | 231.057    | 20,51% |
| Yi          | 210.431    | 18,68% |
| Li          | 108.347    | 9,62%  |
| Bai         | 48.419     | 4,3%   |
| Primi       | 15.768     | 1,4%   |
| Dai         | 11.258     | 1,0%   |
| Miao        | 6.373      | 0,56%  |
| Tibetanere  | 4.177      | 0,37%  |
| Huikinesere | 4.173      | 0,37%  |
| Zhuang      | 3.916      | 0,35%  |
| Li          | 289        | 0,03%  |
| Mongoler    | 209        | 0,02%  |
| Tu          | 188        | 0,02%  |
| Manchuer    | 155        | 0,01%  |
| Bouyei      | 123        | 0,01%  |
| Andre       | 621        | 0,05%  |